# Raymond de Goth

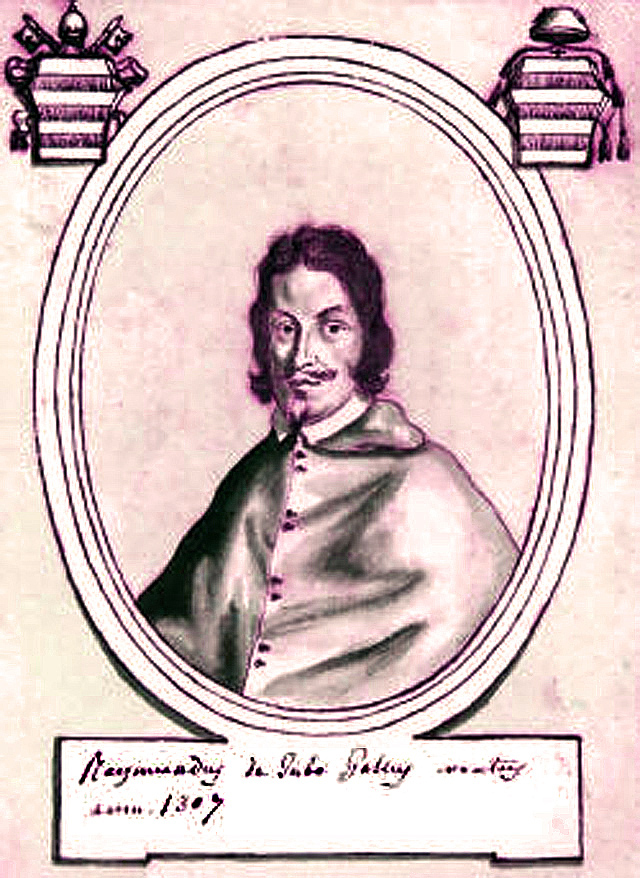
Kardinal Raymond de Goth

Raymond de Goth (* auf Burg Villandraut; † 26. Juni 1310 in Avignon) war ein französischer Kardinal aus der Familie Goth, somit ein Nepote des Papstes Clemens V.

## Leben
Raymond de Goth war ein Sohn von Arnaud Garcie de Goth († nach 1311) und dessen Ehefrau Blanche, somit ein Neffe von Papst Clemens V. und Kardinal Bérard de Goth und ein Vetter der Kardinäle Guillaume Arrufat (1305–1311) und Raymond Guilhem de Fargues. Seine Karriere in der Kirche ist eng mit der seines Onkels Bertrand de Goth verbunden. Nachdem dieser am 5. Juni 1305 zum Papst gewählt worden war und den Namen Clemens V. angenommen hatte, wurde Raymond beim Konsistorium am 15. Dezember 1305 zum Kardinaldiakon von Santa Maria Nuova ernannt.
Raymond de Goth war
- Archidiakon von Sens
- Dekan von York ab 1305
- Prior von Ogbourne ab 22. Dezember 1305
- Präzentor an der Kathedrale von Lichfield ab 1307
- Inhaber der Pfründe von Nassington ab 15. November 1309[1]

Er wurde zusammen mit Kardinal Niccolò Alberti, O.P., zum Legaten in Italien für die Krönung von Heinrich VII., dem zukünftigen Kaiser, zum König der Langobarden in Mailand ernannt; bei dieser Krönung, die am 6. Januar 1311 stattfand, war er aber bereits gestorben.
Raymond de Goth starb am 26. Juni 1310 in Avignon; er wurde in der Kathedrale Saint-Étienne von Agen bestattet.
In seiner Zeit als Kardinal fand kein Konklave statt.